# JILA音楽コンクール
JILA音楽コンクール(ジラおんがくコンクール)は国際芸術連盟が主催する、日本で行われる音楽コンクール。現在は演奏と作曲の2部門である。 優れた音楽家の発掘・育成すること、日本および世界への活動の場を広げるとともに、これからの音楽文化の発展に寄与することを目的としている。

## 作曲部門の概要
室内楽作品の作曲コンクールとして知られる。初回は1996年である。旧名は東京国際室内楽作曲コンクールであったが、現在はJILA音楽コンクール〈作曲〉（または国際芸術連盟作曲コンクール）へ、改められている。現在は全審査員が開始前に開示されている。年齢制限はなく、過去に他のコンクール等で入賞・入選した作品は応募できない。
１位から５位までが入賞作品として選出されるほか、入選作品も選出される。入賞・入選者には、入賞・入選記念公演への出演資格が与えられる。

### 歴代の作曲部門入賞者
- 第1回　第１位：西田直嗣
- 第2回　第１位：マッシモ・ラウリチェラ
- 第3回　第１位：高橋東悟[1]
- 第4回　第１位：西澤健一
- 第5回
- 第6回　第２位：宮澤一人[2]
- 第7回　第２位：佐々木真一
- 第8回　第１位：Tazul Izan Tajuddin[3]
- 第9回　第１位：Paolo Longo[4]
- 第10回　第１位：徳差健悟　第２位：轟千尋
- 第11回　第２位：深見麻悠子
- 第12回　第２位：松浦真沙
- 第13回　第２位：横山和也
- 第14回　第２位：山口哲人　第３位：浅野藤也
- 第15回　第２位：加藤めぐみ　第３位：大熊夏織、引地誠
- 第16回　第１位：該当なし　第２位：中野健一　第３位：旭井翔一、高畠亜生
- 第17回　第１位：該当なし　第２位：伊藤巧真　第３位：蛯子浩二郎、平野義久
- 第18回　第１位：該当なし　第２位：木村真人　第３位：坂田拓也
- 第19回　第１位：該当なし　第２位：該当なし　第３位：増田悦朗、若松聡史
- 第20回　第１位：該当なし　第２位：該当なし　第３位：越岡卓哉、白石優拓
- 第21回　第１位：該当なし　第２位：川浦義弘　第３位：芳賀傑、関戸正清
- 第22回　第１位：該当なし　第２位：上野隼　第３位：見富潤
- 第23回　第１位：根岸淳也　第２位：該当なし　第３位：津布楽杏里、山下雄士　第４位：岡田愛　第５位：関本幸子
- 第24回　第１位：該当なし　第２位：中嶋達郎　第３位：藤中聖也、中村節　第４位：木下紀子
- 第25回　第１位：該当なし　第２位：該当なし　第３位：中西勇貴、松尾毅　第４位：松下行馬
- 第26回　第１位：中村美友纏　第２位：該当なし　第３位：浦雄一　第４位：田邊真里　第５位：古木彩音
- 第27回　第１位：該当なし　第２位：小島三千代　第３位：徳田旭昭　第４位：中西勇貴　第５位：山本学
- 第28回　第１位：魯戴維　第２位：西山大吾　第３位：松下行馬
- 第29回　第１位：横川あすか　第２位：中島光稀　第３位：渡邉美良　第４位：大平泰志　第５位：羽山歩里、上岡丈晃